# Francesca (film 2009)
Francesca è un film del 2009 diretto da Bobby Paunescu.
Il film è stato presentato alla Mostra internazionale del cinema di Venezia nel 2009, nella categoria Orizzonti.

## Trama
La trama del film verte intorno alla storia di Francesca, una giovane maestra d'asilo residente a Bucarest che - tramite un intermediario - riesce a trovare un lavoro regolare in Italia, più precisamente a Sant'Angelo Lodigiano, come badante di un signore anziano. La protagonista ha i soldi per partire (servono 3000 €) ma chiede l'approvazione dei familiari, i quali ritengono però il Belpaese un luogo poco sicuro e un falso miraggio.
La maestra però non demorde: ha l'obiettivo di aprire un asilo nido multietnico a Sant'Angelo, luogo simbolico in quanto città di Francesca Saverio Cabrini (non a caso le due hanno lo stesso nome), l'intraprendente suora che alla fine dell'Ottocento fece del sostegno agli italiani emigrati in America la missione della sua vita.
Il piano di Francesca prevede che Mita, il suo fidanzato, la raggiunga in Italia non appena porterà a termine un piccolo affare in cui è coinvolto, ma la situazione non procede per il verso giusto e il giovanotto ne pagherà le conseguenze; Francesca inoltre si rende conto che nella società circostante vengono alla luce penose verità e sarà costretta a cambiare i suoi scopi.

## Controversie con Flavio Tosi e Alessandra Mussolini
La versione originale della pellicola, presentata nella sezione Orizzonti della 66ª Mostra internazionale d'arte cinematografica di Venezia, contiene in apertura un insulto al sindaco di Verona Flavio Tosi, pronunciato dal padre della protagonista il quale vuole dissuadere la ragazza, una maestra di scuola materna, dall'emigrare in Italia, oltre ad un epiteto scurrile rivolto dal medesimo alla parlamentare del PdL Alessandra Mussolini.
In commento a questo fatto, Tosi ha inviato un comunicato stampa nel quale sottolinea gli ottimi rapporti tra l'amministrazione e la comunità romena di Verona, evidenziati, tra l'altro, dall'apprezzamento rivolto dal console di Romania Tiberio Mugurel Dinu nei confronti del sindaco, dopo la decisione dell'amministrazione comunale di collaborare con il governo di Bucarest per realizzare in città un centro culturale romeno.
A margine del comunicato, Tosi stesso dichiara che «Questo è il rapporto tra l'Amministrazione comunale e la laboriosa comunità romena residente a Verona (circa 8 mila persone, quasi il 3% della popolazione, la più numerosa comunità straniera in città) con la quale esiste una collaborazione reciproca e costruttiva. Lo sanno benissimo i Romeni di Verona, non lo sa il signor Paunescu, vittima anch'esso, forse, dei pregiudizi che il suo film vorrebbe combattere» Successivamente, Tosi ha annunciato querela nei confronti del regista romeno.
La Mussolini ha cercato di bloccare la diffusione del film per una frase ingiuriosa nei suoi confronti contenuta nei dialoghi: tuttavia, l'11 novembre del 2009 il Tribunale Civile di Roma ha rigettato la richiesta d'urgenza ex art. 700 presentata dalla parlamentare, per cui Francesca è potuto uscire nelle sale.